# Nekrolog 1700
Nekrolog
◄◄
| ◄
| 1696
| 1697
| 1698
| 1699
| 1700 | 1701 | 1702 | 1703 | 1704 | ► | ►►
Weitere Ereignisse | Allgemeiner Nekrolog 1700
Die Beschreibung der verstorbenen Person sollte so kurz wie möglich gehalten sein und nur deren signifikante Tätigkeit(en) enthalten.
Neue Namen ggf. auch unter dem Geburts- und Sterbedatum, also etwa unter 1. Januar und im Geburts- und Sterbejahr (2024) eintragen (nur bei entsprechender großer Wichtigkeit). Für Beispiele siehe die schon vorhandenen Artikel.
Außerdem über die fünf zuletzt Verstorbenen, zu denen es einen ausreichend guten Artikel für eine Präsentation auf der Hauptseite gibt, nach der todesbedingten Überarbeitung der Artikel ggf. auch unter Wikipedia Diskussion:Hauptseite informieren und sie am besten auch in den anderen Wikipedia-Sprachversionen eintragen. Tipp: Regelmäßig bei news.google.de nach „ist tot“, „gestorben“ oder „verstorben“ suchen.
Wenn eine Person gestorben ist, gibt es viele Seiten zu dieser Person in der Wikipedia, die davon auch betroffen sind und entsprechend aktualisiert werden müssen. Beispiele: Namenübersichtsseite, Geburtsjahr, Geburtsort-Seiten und viele mehr.
Wie finde ich die betroffenen Seiten?
Im Suchfeld auf der linken Seite gibt man den Suchbegriff so ein: „Vorname Nachname“. Dann klickt man auf Volltext und alle Seiten mit entsprechendem Suchtext werden aufgerufen. Hier sieht man dann schnell, wo auch das Todesjahr Sinn macht oder sogar ein Teil des Artikels angepasst werden muss. Auch hilft das „Werkzeug“ auf der linken Seite sehr gut, um solche Seiten aufzufinden: „Links auf diese Seite“. Somit ist die Wikipedia wieder aktuell in allen Bereichen! Hinweis: bei Eintragung der Kategorie „Gestorben JAHR“ wird der Missbrauchsfilter 49 ausgelöst, was jedoch nicht schlimm ist. Siehe: Spezial:Missbrauchsfilter/49
Dies ist eine Liste von im Jahr 1700 verstorbenen bekannten Persönlichkeiten. Die Einträge erfolgen innerhalb der einzelnen Daten alphabetisch sortiert. Tiere sind im Nekrolog für Tiere zu finden.

## Januar
| Tag        | Name                                   | Beruf, bekannt als                                                                          | Alter | Beleg |
| ---------- | -------------------------------------- | ------------------------------------------------------------------------------------------- | ----- | ----- |
| 2. Januar  | Thomas Henshaw                         | englischer Jurist, Diplomat und Alchemist                                                   | 81    |       |
| 3. Januar  | Eva Magdalena von Windhag              | Priorin des Dominikanerinnenklosters Windhaag                                               | 70    |       |
| 6. Januar  | Johann Gerdes                          | deutscher Mediziner                                                                         |       |       |
| 7. Januar  | Raffaele Fabretti                      | italienischer Historiker, Antiquar und Archäologe                                           | 79    |       |
| 11. Januar | Hans van Steenwinckel                  | dänischer Baumeister und Bildhauer                                                          |       |       |
| 12. Januar | Margareta Bourgeoys                    | Heilige der Römisch-katholischen Kirche                                                     | 79    |       |
| 13. Januar | Theodor Timmermann                     | Apotheker und Plpolitiker, Bürgermeister von Mannheim und der Pfälzer Kolonie von Magdeburg | 72    |       |
| 16. Januar | Antonio Draghi                         | italienischer Komponist                                                                     |       |       |
| 17. Januar | Johann Heinrich Florin                 | deutscher evangelischer Geistlicher und Hochschullehrer                                     |       |       |
| 17. Januar | Christoph Rudolf von Stadion           | Dompropst und Hofratspräsident im Kurfürstentum Mainz                                       | 61    |       |
| 21. Januar | Henry Somerset, 1. Duke of Beaufort    | englischer Adeliger                                                                         |       |       |
| 21. Januar | Ambrosius Stegmann                     | deutscher Mediziner und Stadtarzt in Eisleben                                               | 36    |       |
| 22. Januar | Hans Mössner                           | deutscher Kunstschmied des Barock                                                           |       |       |
| 22. Januar | Wilhelmine Christine von Nassau-Siegen | deutsche Adlige                                                                             |       |       |
| 30. Januar | Clara Elisabeth von Platen             | Mätresse und Drahtzieherin in der Königsmarck-Affäre                                        | 52    |       |

## Februar
| Tag         | Name                                  | Beruf, bekannt als | Alter | Beleg |
| ----------- | ------------------------------------- | --- | ----- | ----- |
| 4. Februar  | Christoph Friedrich von Münchhausen   | kurbrandenburgischer Landrat und Rittergutsbesitzer, Domherr zu Halberstadt                                                                        | 55    |       |
| 5. Februar  | Ludovico Marracci                     | italienischer Priester und Übersetzer | 87    |       |
| 7. Februar  | Filippo Acciaiuoli                    | italienischer Theaterschriftsteller, Librettist, Dichter, Theaterdirektor, Komponist, Librettist, Theateringenieur und Erfinder szenischer Effekte | 62    |       |
| 11. Februar | Opizio Pallavicini                    | italienischer Geistlicher, Bischof, päpstlicher Diplomat und Kardinal der Römischen Kirche                                                         | 67    |       |
| 18. Februar | Bodo von Bodenhausen                  | kurmainzischer Oberlandgerichtsrat | 66    |       |
| 18. Februar | Johann Georg Böse                     | deutscher lutherischer Theologe |       |       |
| 20. Februar | Pietro Cantoni                        | Schweizer Baumeister | 51    |       |
| 25. Februar | James Douglas, 2. Marquess of Douglas | schottischer Adliger |       |       |

## März
| Tag      | Name                     | Beruf, bekannt als                                                       | Alter | Beleg |
| -------- | ------------------------ | ------------------------------------------------------------------------ | ----- | ----- |
| 1. März  | Takatsukasa Fusasuke     | japanischer Regent für Reigen-Tennō                                      | 62    |       |
| 1. März  | Caspar Posner            | deutscher Physiker und Mediziner                                         | 73    |       |
| 3. März  | Girolamo Casanate        | italienischer Kardinal der Römischen Kirche                              | 73    |       |
| 3. März  | Rajaram I.               | hinduistischer Herrscher in Indien                                       | 30    |       |
| 4. März  | Lorenzo Pasinelli        | italienischer Maler                                                      | 70    |       |
| 12. März | Kasimir                  | Graf zu Lippe-Brake                                                      | 72    |       |
| 16. März | Georg Karl von Carlowitz | kursächsischer Generalmajor                                              | 41    |       |
| 16. März | Rudolph Nagell           | deutscher Lehrer, Organist, Kirchenlieddichter und -musiker              |       |       |
| 18. März | Cornelis Valckenier      | Bürgermeister von Amsterdam, Direktor der Sozietät von Suriname, Admiral | 59    |       |
| 26. März | Heinrich Meibom          | deutscher Mediziner und Dichter                                          | 61    |       |
| 29. März | Karl Kögl                | Benediktiner                                                             |       |       |
| 29. März | Giovanni Lorenzo Lulier  | italienischer Komponist und Cellist                                      |       |       |
| 29. März | Albert Willebrand        | deutscher Rechtswissenschaftler und Hochschullehrer                      | 47    |       |

## April
| Tag       | Name                                | Beruf, bekannt als                                                      | Alter | Beleg |
| --------- | ----------------------------------- | ----------------------------------------------------------------------- | ----- | ----- |
| 4. April  | Heinrich von Mering                 | Priester und Domherr in Köln                                            |       |       |
| 7. April  | Bernhard Köhl                       | Schweizer Amtsbürgermeister von Chur und Präsident des Gotteshausbundes | 75    |       |
| 7. April  | Daniel Römer                        | Generalsuperintendent der Niederlausitz                                 | 82    |       |
| 17. April | Bernhard III. von Droste-Hülshoff   | deutscher Gutsbesitzer und Stammherr                                    | ≈66   |       |
| 21. April | Caspar Bose                         | deutscher Handels- und Ratsherr                                         |       |       |
| 21. April | Johann Andreas Stisser              | deutscher Botaniker und Gründer des Botanischen Gartens in Helmstedt    | 43    |       |
| 25. April | Jacob Merchier                      | kurbrandenburgischer Hofprediger                                        | 39    |       |
| 25. April | Valentin Veltheim                   | deutscher Moralphilosoph und lutherischer Theologe                      | 55    |       |
| 26. April | Johann Wolfgang Frölicher           | Schweizer Architekt und Bildhauer                                       |       |       |
| 27. April | Balthazar Phélypeaux de Châteauneuf | französischer Staatsmann                                                |       |       |
| 29. April | Andrzej Abrek der Jüngere           | polnischer Rhetoriklehrer                                               |       |       |

## Mai
| Tag     | Name                                 | Beruf, bekannt als                                                  | Alter | Beleg |
| ------- | ------------------------------------ | ------------------------------------------------------------------- | ----- | ----- |
| 1. Mai  | Francis Winnington                   | englischer Jurist und Politiker                                     | 65    |       |
| 4. Mai  | Franz Karl von Kolowrat-Liebsteinsky | k.k. Diplomat, Appellationsrat und Statthalter im Königreich Böhmen | 79    |       |
| 5. Mai  | Christian Eltester                   | preußischer Architekt                                               | 28    |       |
| 10. Mai | Henry Cavendish                      | englischer Adliger und Politiker                                    | ≈27   |       |
| 12. Mai | Josef Athias                         | sephardisch-jüdischer Drucker, Kaufmann und Herausgeber             | 65    |       |
| 12. Mai | Johannes Brever                      | deutscher lutherischer Theologe                                     | 84    |       |
| 12. Mai | John Dryden                          | englischer Dichter, Dramatiker und Literaturkritiker                | 68    |       |
| 16. Mai | Peter Herold                         | deutscher Orgelbauer                                                |       |       |
| 17. Mai | Adam Adamandy Kochański              | polnischer Mathematiker                                             | 68    |       |
| 17. Mai | Gottfried Samuel Polisius            | deutscher Mediziner, Physicus in Frankfurt an der Oder              | 64    |       |
| 23. Mai | Jens Juel                            | dänischer Diplomat und Politiker                                    | 68    |       |
| 28. Mai | Jan Six                              | niederländischer Kunstmäzen und Sammler                             | 82    |       |
| 31. Mai | Agostino Scilla                      | italienischer Maler des Barock und Wissenschaftler                  | 70    |       |
| Mai     | René II. de Voyer                    | französischer Diplomat                                              | 76    |       |

## Juni
| Tag      | Name                               | Beruf, bekannt als | Alter | Beleg |
| -------- | ---------------------------------- | --- | ----- | ----- |
| 1. Juni  | Christoph Gottwald                 | deutscher Mediziner und Naturforscher                                                                                       |       |       |
| 1. Juni  | Willem ten Rhijne                  | Arzt im Dienste der niederländischen Ostindien-Kompanie, Autor bedeutender Schriften über die Akupunktur und Lepra in Asien |       |       |
| 13. Juni | Francesco Maidalchini              | italienischer Kardinal | 69    |       |
| 14. Juni | Johann Daniel Klette               | Kaufmann und Ratsherr der Hansestadt Lübeck                                                                                 | 68    |       |
| 14. Juni | Johann Adolf Langwerth von Simmern | Komtur des Deutschen Ordens, Obrist in Kurmainzer Diensten und zuletzt Kommandant der Festung Erfurt                        | 57    |       |
| 22. Juni | Placidus von Droste                | Fürstabt von Fulda |       |       |
| 24. Juni | Anton Günther Heshusius            | deutscher Philosoph | 62    |       |
| 29. Juni | Olof Svebilius                     | schwedischer lutherischer Theologe und Erzbischof                                                                           | 76    |       |

## Juli
| Tag      | Name                            | Beruf, bekannt als                                                  | Alter | Beleg |
| -------- | ------------------------------- | ------------------------------------------------------------------- | ----- | ----- |
| 2. Juli  | Lambert Doomer                  | niederländischer Maler                                              | 76    |       |
| 2. Juli  | Johann Trost                    | deutscher Architekt                                                 | 60    |       |
| 6. Juli  | Bartholomäus Anhorn der Jüngere | Schweizer reformierter Pfarrer und Historiker                       | 84    |       |
| 7. Juli  | Silvestro Valier                | 109. Doge von Venedig                                               | 70    |       |
| 19. Juli | Hieronymus Kradenthaller        | deutscher Organist und Komponist                                    | 62    |       |
| 22. Juli | Alderano Cibo                   | italienischer Geistlicher, Kardinalstaatssekretär und Kardinaldekan | 87    |       |
| 23. Juli | Georg Bose                      | deutscher Handels- und Ratsherr                                     | 50    |       |
| 26. Juli | Jacob Hieronymus Lochner        | deutscher evangelischer Pfarrer, Theologe und Dichter               | 51    |       |
| 30. Juli | William, Duke of Gloucester     | englischer Adliger                                                  | 11    |       |

## August
| Tag        | Name                                | Beruf, bekannt als                                                                           | Alter | Beleg |
| ---------- | ----------------------------------- | -------------------------------------------------------------------------------------------- | ----- | ----- |
| 6. August  | Johann Beer                         | deutscher Schriftsteller und Komponist                                                       | 45    |       |
| 9. August  | Jean-Baptiste Tuby                  | französischer Bildhauer                                                                      |       |       |
| 14. August | Martin Friedrich Friese             | deutscher Mediziner                                                                          | 67    |       |
| 17. August | Thomas-Claude Renart de Fuchsamberg | französischer Aristokrat und Marineoffizier                                                  | 58    |       |
| 18. August | Johannes Spengler                   | Schweizer Bürgermeister                                                                      | 71    |       |
| 19. August | Adrian Steger                       | sächsischer Jurist und Bürgermeister von Leipzig                                             |       |       |
| 22. August | Andreas Pauli von Liliencron        | deutsch-dänischer Geheimrat, Träger des Dannebrogordens und Landrat der Herrschaft Pinneberg | 70    |       |
| 22. August | Carlos de Sigüenza y Góngora        | mexikanischer Universalgelehrter                                                             | 55    |       |
| 24. August | Johann von Kerckerinck zu Stapel    | Domvikar in Münster                                                                          | 73    |       |
| 29. August | John Cecil, 5. Earl of Exeter       | englischer Peer und Politiker                                                                |       |       |
| 31. August | Stephan Kessler                     | Maler des Barock                                                                             | 78    |       |

## September
| Tag           | Name                           | Beruf, bekannt als                                       | Alter | Beleg |
| ------------- | ------------------------------ | -------------------------------------------------------- | ----- | ----- |
| 1. September  | Johann Ritter                  | Lübecker Bürgermeister                                   |       |       |
| 3. September  | Johann Jacob Merklein          | deutscher Ostindienreisender, Barbierchirurg und Autor   | 80    |       |
| 7. September  | Joseph Blake                   | englischer Gouverneur                                    | 37    |       |
| 15. September | André Le Nôtre                 | französischer Gartengestalter                            | 87    |       |
| 21. September | Giovanni Andrea Moniglia       | italienischer Arzt, Dramatiker und Librettist des Barock | 75    |       |
| 22. September | Franz Johann von Sweerts-Reist | schlesischer Offizier und Gutsbesitzer                   | 87    |       |
| 23. September | Nicolaus Adam Strungk          | deutscher Barockkomponist                                |       |       |
| 26. September | David Wyss                     | Schweizer evangelischer Theologe und Hochschullehrer     | 68    |       |
| 27. September | Innozenz XII.                  | Papst (1691–1700)                                        | 85    |       |
| 27. September | Georg Kaspar Kirchmaier        | deutscher Universalgelehrter                             |       |       |
| 27. September | Jakob Tydäus                   | deutscher Historiker und lutherischer Theologe           | 72    |       |

## Oktober
| Tag         | Name                                | Beruf, bekannt als | Alter | Beleg |
| ----------- | ----------------------------------- | --- | ----- | ----- |
| 1. Oktober  | Hans Haubold von Einsiedel          | kursächsischer Hofbeamter | 46    |       |
| 2. Oktober  | Tetsugyū Dōki                       | japanischer Mönch der Obaku-shū                                                                                               | 72    |       |
| 3. Oktober  | Dietrich Anton von Velen            | Dompropst im Domkapitel Münster                                                                                               | 57    |       |
| 6. Oktober  | Dionys Mattlin                      | Bibliothekar des Klosters St. Gallen                                                                                          | 60    |       |
| 22. Oktober | Bernhard Krechting                  | deutscher evangelisch-lutherischer Geistlicher, Hauptpastor der Lübecker Marienkirche und Senior des Geistlichen Ministeriums | 78    |       |
| 27. Oktober | Armand Jean Le Bouthillier de Rancé | Begründer des Trappistenordens                                                                                                | 74    |       |
| Oktober     | Hinrich Mahlstede                   | Bremer Chronist |       |       |

## November
| Tag          | Name                                       | Beruf, bekannt als                                                      | Alter | Beleg |
| ------------ | ------------------------------------------ | ----------------------------------------------------------------------- | ----- | ----- |
| 1. November  | Karl II.                                   | König von Spanien                                                       | 38    |       |
| 7. November  | Pietro Santi Bartoli                       | italienischer Zeichner, Kupferstecher und Antiquar                      |       |       |
| 16. November | Johann Dietrich von Kunowitz               | Landgräflicher Regierungspräsident und Konsistorialpräsident            | 76    |       |
| 16. November | Domenico Orsolino                          | österreichischer Maurer und Grazer Stadtbaumeister                      |       |       |
| 19. November | Johann Philipp Stoll                       | deutscher Jurist, Bürgermeister und Stadtrichter in Zittau              | 64    |       |
| 20. November | André Hubert                               | französischer Komödiant                                                 |       |       |
| 22. November | Artus Quellinus II.                        | flämischer Bildhauer                                                    |       |       |
| 27. November | Gosche von Buchwaldt                       | Gutsherr des schleswigschen Guts Olpenitz                               | 76    |       |
| 27. November | Christoph Heinrich von Wülcknitz           | deutscher Kammerherr und Amtshauptmann, sowie Kommandant der Moritzburg |       |       |
| 30. Oktober  | Eberhardine Sophie von Oettingen-Oettingen | Fürstin von Ostfriesland                                                | 34    |       |

## Dezember
| Tag          | Name                                          | Beruf, bekannt als                                                                                         | Alter | Beleg |
| ------------ | --------------------------------------------- | --- | ----- | ----- |
| 1. Dezember  | Wilhelm Franz von Vittinghoff gen. Schell     | Domherr in Paderborn und Münster sowie Domkantor                                                           |       |       |
| 2. Dezember  | Isaac Anton de Sansdouville Dupuis de Sacetôt | französisch-kurfürstlich-hannoverscher Oberstallmeister, Mitbegründer einer Hugenottengemeinde und Stifter |       |       |
| 3. Dezember  | Konrad Tiburtius Rango                        | deutscher Theologe und Naturforscher                                                                       | 61    |       |
| 4. Dezember  | Petrus Scheele                                | deutscher Geistlicher                                                                                      | 77    |       |
| 10. Dezember | Cuno Christoph von Birckholtz                 | kursächsisch und königlich-polnischer General der Infanterie                                               | 55    |       |
| 12. Dezember | Johann Friedrich Ortlob                       | schlesischer Mediziner                                                                                     | 39    |       |
| 26. Dezember | Franz Bernhard Rodde                          | Lübecker Kaufmann und Ratsherr                                                                             | 56    |       |
| 29. Dezember | Philipp Matthäus                              | deutscher Mediziner                                                                                        | 79    |       |
| 31. Dezember | Pietro Sanmartini                             | italienischer Komponist und Organist des Barock                                                            | 64    |       |

## Datum unbekannt
| Tag | Name                                  | Beruf, bekannt als                                      | Alter | Beleg |
| --- | ------------------------------------- | ------------------------------------------------------- | ----- | ----- |
|     | Armande Béjart                        | französische Schauspielerin                             |       |       |
|     | Michael Cagnon                        | Festungsingenieur                                       |       |       |
|     | Cajus Gabriel Cibber                  | dänischer Bildhauer und Architekt.                      | ≈70   |       |
|     | Pierre Dénis                          | französischer Wasserbauingenieur und Fontainier         |       |       |
|     | Francisco Antonio de Fuentes y Guzmán | guatemaltekischer Geschichtsschreiber und Dichte        |       |       |
|     | Louis Joliet                          | französischer Entdecker und Kartograf                   |       |       |
|     | Christoph Haitzmann                   | österreichischer Maler                                  |       |       |
|     | Johann Melchior Hardmeyer             | Schweizer Buchdrucker, Lehrer und Dichter               |       |       |
|     | Angelo Italia                         | italienischer Architekt                                 |       |       |
|     | Johann Jakob Keller                   | Schweizer Goldschmied und Kanonengießer                 |       |       |
|     | Wespazjan Kochowski                   | polnischer Schriftsteller                               | ≈67   |       |
|     | Moritz Lang                           | Kupferstecher                                           |       |       |
|     | Jeanne-Marguerite de Montmorency      | französische Mystikerin und Eremitin                    | ≈54   |       |
|     | Kosa Pan                              | siamesischer Diplomat und Staatsmann                    |       |       |
|     | Pjotr Iwanowitsch Potjomkin           | russischer Diplomat, Wojewode und Namestnik von Borowsk |       |       |
|     | Richard Sievers                       | Piratenkapitän                                          |       |       |
|     | Andreas Tamitius                      | deutscher Orgelbauer                                    |       |       |
|     | Caspar Tamm                           | deutscher Convoykapitän                                 |       |       |
|     | Johannes Thopas                       | niederländischer Maler                                  |       |       |
|     | Anna Maria Freifrau von Weißenfeld    | deutsche Dichterin                                      |       |       |
|     | John Worlidge                         | englischer Agrarwissenschaftler                         |       |       |